# Gyrinomimus myersi
Gyrinomimus myersi is een straalvinnige vissensoort uit de familie van walviskopvissen (Cetomimidae). De wetenschappelijke naam van de soort is voor het eerst geldig gepubliceerd in 1934 door Parr.